# قلعة كل (مقاطعة فومن)
قلعة كل (بالفارسية: قلعه کل) هي قرية تقع في غيلان في إيران. يقدر عدد سكانها بـ 687 نسمة بحسب إحصاء 2016.